# PE 7 und 22
|  | Dieser Artikel wurde aufgrund von akuten inhaltlichen oder formalen Mängeln auf der Qualitätssicherungsseite des Portals Bahn eingetragen. Bitte hilf mit, die Mängel dieses Artikels zu beseitigen, und beteilige dich bitte an der Diskussion. Artikel, die nicht signifikant verbessert werden, können gelöscht werden. |

Die Lokomotiven PE 7II und 22 gehören zu einer Reihe von Tenderlokomotiven der Achsfolge 1'D1', die von Henschel in Kassel ursprünglich für die Prignitzer Eisenbahnen (PE) gebaut wurden. 1936 und 1938 wurden zwei Lokomotiven der Serie in Dienst gestellt. 1941 gelangten sie in den Bestand der Deutschen Reichsbahn (DR) und wurden als 93 1611 und 1612 bezeichnet.
Anfang 1945 kamen sie zur Weimar-Berka-Blankenhainer Eisenbahn und wurden als WBBE 20 und 21 eingereiht. Nach dem Zweiten Weltkrieg wurden die Loks von der Deutschen Reichsbahn übernommen und erhielten die Betriebsnummern 93 6676 und 6677. Die Loks waren bis 1970 im Einsatz und wurden dann ausgemustert sowie verschrottet.

## Geschichte und Einsatz
Die Prignitzer Eisenbahn benötigte durch den Verkehrsaufschwung in den 1930er Jahren eine vierfach gekuppelte Tenderlokomotive. Dazu wurde eine Konstruktion erstellt, die sich als Vergrößerung an die ELE Nr. 11 bis 14 anlehnte und als 1'D1' h2t-Lokomotive mit einem Blechrahmen ausgeführt wurde. 1936 lieferte Henschel die erste Lokomotive aus, die bei der PE die Nummer 7 in Zweitbesetzung erhielt. Zwei Jahre später folgte die zweite Lokomotive, sie wurde als PE 22 bezeichnet. 1941 wurden beide Lokomotiven von der Deutschen Reichsbahn übernommen und erhielten die Betriebsnummern 93 1611 und 1612.

### Weimar-Berka-Blankenhainer Eisenbahn
Bei einem Besuch bei der Reichsbahndirektion Schwerin fiel den Vertretern der Centralverwaltung für Secundairbahnen Herrmann Bachstein die beiden genannten Lokomotiven auf, und die Lokomotiven wurden von den Verantwortlichen des Verkehrsbetriebes als geeignete Zuglokomotive für die Buchenwaldbahn angesehen. Im Oktober 1944 trafen beide Lokomotiven in Weimar ein, um auf der Bahnstrecke Weimar–Buchenwald eingesetzt zu werden. Bei ersten Fahrten auf der Buchenwaldbahn zeigten sich bei der 93 1612 einige Probleme, trotzdem gingen beide Loks in den Besitz der Weimar-Berka-Blankenhainer Eisenbahn über und wurden als WBBE 20 sowie 21 bezeichnet. Die leistungsstarken Loks waren besonders im Raum Ebeleben eingesetzt, 1946 führte die WBBE ein neues, der Reichsbahn ähnliches Nummernschema ein, sodass die Loks kurzzeitig die Bahnnummern 93 0020 und 0021 trugen.

### Deutsche Reichsbahn (1945–1993)
1949 waren sie bei der Übernahme durch die Deutsche Reichsbahn abgestellt. Mit der Umzeichnung wurden sie dann als 93 6676 und 6677 bezeichnet. Anfang der 1950er Jahre wechselten beide Lokomotiven nach Eisenach, sie übernahmen dort für längere Zeit den Zugbetrieb auf der Bahnstrecke Wutha–Ruhla. 1963 wurden sie nach Haldensleben versetzt. 1970 wurde sie durch Diesellokomotiven abgelöst und Ende des Jahres ausgemustert und verschrottet. Formell haben sie die EDV-Bezeichnung 93 6676-6 und 93 6677-4 getragen.

## Technische Merkmale
Die Lokomotiven hatten eine Verkleidung von Sand- und Speisedom. Das Führerhaus erinnert etwas an die Länderbahnzeit, obwohl sie nach den Lokomotivnormen der Deutschen Reichsbahn gefertigt wurden.
Sie hatten einem Blechrahmen, der einen zusätzlich zwischen den Rahmenwangen liegenden Wasserkasten eingenietet hatte. Dadurch konnten die Wasserkästen etwas gekürzt und vorn abgeschrägt werden, wodurch sich die Streckensicht für das Lokpersonal wesentlich verbesserte.
Der Langkessel bestand aus zwei Schüssen in Nietkonstruktion. Gespeist wurde er von einer Kolbenspeisepumpe und einer Strahlpumpe. Dazu gehörte ein Oberflächenvorwärmer, der bei der ersten Lokomotive unter der Rauchkammer lag. Das Zweizylinder-Heißdampttriebwerk hatte außenliegende, waagerechte Zylindern. Angetrieben wurde der dritte Kuppelradsatz.
Die Lokomotive war mit der indirekten Bremse von Knorr ausgestattet. Die Kuppelradsätze wurden einseitig von vorn abgebremst. Die Druckluft erzeugte eine Doppelverbund-Luftpumpe von Knorr, die rechts auf dem Umlauf neben der Rauchkammer montiert war. Zwei Hauptluftbehälter waren rechts und links unter dem Führerstand aufgehängt. Der Druckluftsandstreuer sandete von den beiden Sandkästen aus jeweils die erste und zweite Kuppelachse von vorn sowie die dritte und vierte Kuppelachse von hinten.